# فيرنر شروتر
فيرنر شروتر (بالألمانية: Werner Schröter)‏ هو مصارع رياضي ألماني، ولد في 28 يونيو 1944 في مامونوفو في روسيا.

## وصلات خارجية
- فيرنر شروتر على موقع قاعدة بيانات المصارعة الدولية (الإنجليزية)
- فيرنر شروتر على موقع أوليمبيديا (الإنجليزية)